# Vámossy Mihály
Vámossy Mihály (Máramarossziget, 1827. – Leányfalu, 1912. május 10. református főgimnáziumi igazgató-tanár, író, méhész, Vámossy Zoltán édesapja.

## Élete
Tanulmányait szülővárosában és a debreceni református kollégiumban végezte. 1854-ben tanár lett és tanított a Gönczy Pál, majd a Szőnyi-féle nevelőintézetben; 1859-ben a budapesti református főgimnáziumban nyert alkalmazást, melynek 37 évig volt tanára és 20 évig igazgatója; 1897. június 18-án vonult nyugalomba, mely alkalommal a Ferenc József-rend lovagkeresztjét kapta. Az Országos Magyar Méhészeti Egyesület elnöke volt. 1865. március 22-én Pesten, a Kálvin téri református templomban feleségül vette Végh Petronellát.
Cikkeket írt a Pesti Naplóba (1854. 190. sz. Népnevelés), a Vasárnapi Ujságba (1857. A huszti vár és környéke), a Kalauzba (1858. 4-9. sz.), a Gazdasági Lapokba, Falusi Gazdába, a Kertész Gazdába és a budapesti ref. főgymnasium Értesítőjébe (1872. Budapesti ref. gymnasium alapításának rövid története és fejlődése).

## Munkái
- A hét halálos bűn. Erkölcsi beszélyek. A nagyravágyás. Pest, 1858.
- Időszaki vezérfonal az egyetemes történelemhez iskolai és magánhasználatra. Pest, 1861.